# Fanny Lang
Fanny Lang (* 13. März 1884 in Hollfeld; † 6. Juli 1944 im KZ Auschwitz) war eine deutsche römisch-katholische Märtyrerin jüdischer Herkunft.

## Leben
Fanny Lang wuchs als Kind jüdischer Eltern in Hollfeld (zwischen Bamberg und Bayreuth) auf. Vor ihrer Verheiratung trat sie zum katholischen Glauben über. Das Ehepaar betrieb ein Textilwarengeschäft in Rüsselsheim am Main und gehörte zur Pfarrei St. Georg. 1944 wurde sie als jüdischer Herkunft denunziert, am 14. März festgenommen und über das Gefängnis Runderturmstraße in Darmstadt in das KZ Auschwitz gebracht, wo sie am 6. Juli 1944 starb. Ihre Tochter (* 1919) konnte untertauchen und dem gleichen Schicksal entgehen.

## Gedenken
Die deutsche Römisch-katholische Kirche hat Fanny Lang als Märtyrerin aus der Zeit des Nationalsozialismus in das deutsche Martyrologium des 20. Jahrhunderts aufgenommen.